# Vladimir Leonov (ciclista)
Vladimir Petrovič Leonov (in russo Владимир Петрович Леонов?; Tula, 25 aprile 1937) è un ex pistard sovietico, dal 1991 russo.

## Palmarès

### Olimpiadi
- 1 medaglia:
  - 1 bronzo (Roma 1960 nel tandem[1])